# Viscount Baltinglass
Viscount Baltinglass, in the County of Wicklow, war ein erblicher britischer Adelstitel, der dreimal in der Peerage of Ireland verliehen wurde.

## Verleihungen
Der Titel wurde erstmals am 29. Juni 1541 für Thomas Eustace, 1. Baron Kilcullen, geschaffen. Bereits im September 1535 war ihm der fortan nachgeordnete Titel Baron Kilcullen, in the County of Kildare, verliehen worden. Dessen Enkel, der 3. Earl, beteiligte sich an der Zweiten Desmond-Rebellion gegen Königin Elisabeth I. und floh beim Scheitern der Rebellion 1581 ins Exil nach Spanien. Im Mai 1585 wurden er und seine Brüder wegen Hochverrats geächtet und sein Titel und seine Ländereien von der Krone eingezogen.
Die eingezogenen Ländereien erwarb 1626 der irische Militär Sir Thomas Roper, für den der Titel am 27. Juni 1627 in zweiter Verleihung neu geschaffen wurde. Zusammen mit der Viscountcy wurde ihm der nachgeordnete Titel Baron Bantry, in the County of Cork, verliehen. Beide Titel erloschen im August 1672 beim Tod von dessen jüngerem Sohn, dem 3. Viscount.
Am 20. Juni 1685 wurde der Titel in dritter Verleihung an den Höfling und Militär Richard Talbot verliehen, zusammen mit dem übergeordneten Titel Earl of Tyrconnell und dem nachgeordneten Titel Baron Talbotstown. Dieser war 1685 bis 1689 Vizekönig von Irland. Er hielt auch nach der Glorious Revolution von Wilhelm III. dem alten König Jakob II. die Treue, weshalb ihm seine Titel 1691 wegen Hochverrats aberkannt wurden und erloschen.

## Liste der Viscounts Baltinglass

### Viscounts Baltinglass, erste Verleihung (1541)
- Thomas Eustace, 1. Viscount Baltinglass (um 1480–1549)
- Rowland Eustace, 2. Viscount Baltinglass (1505–1578)
- James Eustace, 3. Viscount Baltinglass († 1585) (Titel verwirkt 1585)

### Viscounts Baltinglass, zweite Verleihung (1627)
- Thomas Roper, 1. Viscount Baltinglass († 1637)
- Thomas Roper, 2. Viscount Baltinglass († um 1670)
- Cary Roper, 3. Viscount Baltinglass († 1672)

### Viscounts Baltinglass, dritte Verleihung (1685)
- Richard Talbot, 1. Earl of Tyrconnell, 1. Viscount Baltinglass (1630–1691) (Titel verwirkt 1691)